# Sigecheres
Sigecheres är ett släkte av kräftdjur som beskrevs av Bresciani 1964. Sigecheres ingår i familjen Nereicolidae.
Släktet innehåller bara arten Sigecheres brittae.